# Fotbal Club Unirea Dej
Il Fotbal Club Unirea Dej, noto semplicemente come FC Unirea Dej, è una società calcistica rumena con sede a Dej. Fondato nel 1921, nella stagione 2021/2022 milita nella Liga II, il secondo livello del campionato rumeno.
Sebbene sia una delle squadre più antiche della Romania, l'Unirea non è mai riuscito a raggiungere la Liga I

## Storia
Il club raggiunse i suoi anni di gloria sotto la guida di Nicolae Manea, piazzandosi nell'attuale Liga II al 5º e 6º posto nell'arco di due anni (1995-1997). Dopo tre anni in Liga III, l'Unirea è stata promossa nuovamente in Liga II al termine della stagione 2004-2005, anche se nella stagione 2006-2007 retrocederà nuovamente in 3ª serie .
Nella stagione 2020/2021, anno del centenario per il club, l'FC Unirea Dej ha concluso al 2º posto della Liga III ottenendo la promozione in Liga II

## Strutture

### Stadio
Disputa le partite interne allo Stadionul Unirea, ristrutturato nell'anno 2020-2021 dal comune della città.

## Palmarès

### Competizioni nazionali
- Liga III: 1

2020-2021 (girone 9)